# 제리 로즌솔
제리 로즌솔(영어: Gerry Rosenthal, 1980년 9월 2일 ~ )은 미국의 배우, 가수이다. 본명은 제럴드 레이먼드 로즌솔(Gerald Raymond Rosenthal)이다.

## 영화
- 파인딩 포레스터 (2000년)
- 리버티 하이츠 (1999년)
- 법과 질서 (1990년)